# Pokalturnering

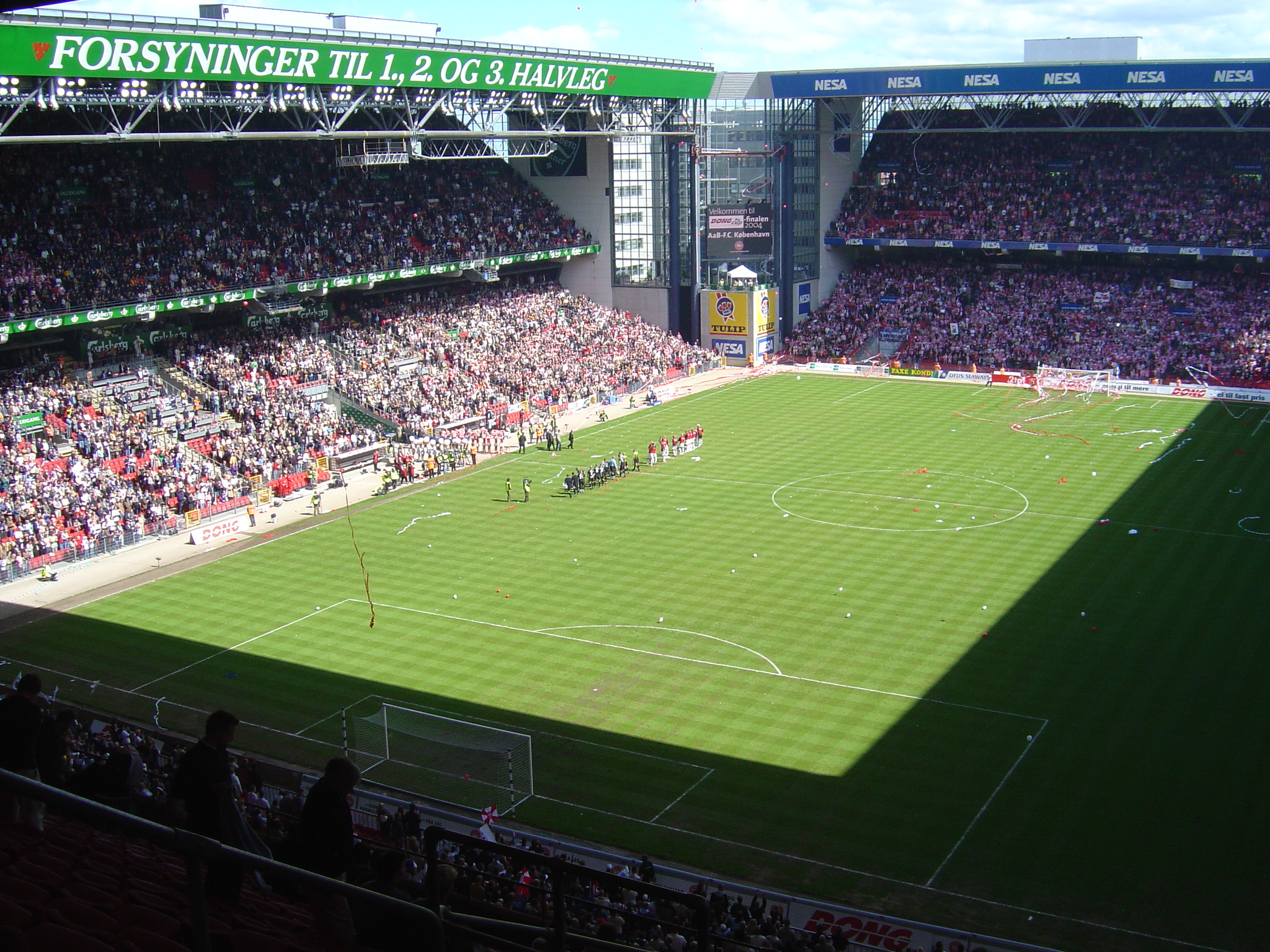
FC Copenaghen e AaB nel 2004

La Coppa di Danimarca (in danese Pokalturnering, e commercialmente detta Oddset Pokalen) è una competizione calcistica danese ad eliminazione diretta, organizzata da Divisionsforeningen e assegnata annualmente a partire dal 1955. Il vincitore si qualifica per l'Europa League, nella cui edizione seguente accede alla prima fase. La squadra più titolata è il Copenaghen.

## Formato
Ogni club può iscrivere al torneo solo la prima squadra, e non le rappresentative giovanili. Se una partita termina in parità si giocano due tempi supplementari di quindici minuti ciascuno. Se, esauriti anche i tempi supplementari, la parità persiste, si passa ai tiri di rigore.
La formula a eliminazione diretta prevede la disputa di un'unica partita. La squadra che nella stagione precedente si è peggio classificata ottiene il diritto di disputare la partita in casa.

### Dettaglio delle fasi
- Prima fase: 64 squadre
  - 48 squadre qualificate tremite i turni preliminari organizzati dalle associazioni regionali
  - le 16 squadre della seconda divisione
- Seconda fase: 40 squadre
  - le 32 squadre qualificate dalla prima fase
  - 8 squadre dalla prima divisione (9º-16º posto)
- Terza fase: 28 squadre
  - le 20 qualificate dalla seconda fase
  - 6 squadre dalla prima divisione (3º-8º posto)
  - le 2 squadre retrocesse dalla Superliga
- Quarta fase: 20 squadre
  - le 14 qualificate dalla terza fase
  - 4 squadre dalla Superliga (7º-10º posto)
  - le 2 squadre promosse in Superliga
- Quinta fase, 16 squadre
  - le 10 qualificate dalla quarta fase
  - 6 squadre dalla Superliga (1º-6º posto)
- Quarti di finale: 8 squadre
  - le 8 qualificate dalla quinta fase

#### Dalla stagione 2006-07
- Prima fase: 88 squadre
  - 48 squadre qualificate tramite i turni preliminari tenuti dalle associazioni regionali
  - le 26 squadre dalla seconda divisione danese
  - 12 squadre dalla prima divisione danese (5º-16º posto)
- Seconda fase: 56 squadre
  - le 44 qualificate dalla prima fase
  - 4 squadre dalla prima divisione (1º-4º posto)
  - 8 squadre dalla Superliga (5º-12º posto)
- Terza fase: 32 squadre
  - le 28 qualificate dalla seconda fase
  - 4 squadre dalla Superliga (1º-4º posto)
- Ottavi di finale: 16 squadre
  - le 16 qualificate dalla terza fase

## Nomi precedenti
- 1990-1996: Giro Cup
- 1997-1999: Compaq Cup
- 2000-2004: DONG Cup
- dal 2008: Ekstra Bladet Cup

## Albo d'oro
| Stagione        | Vincitore    | Risultato                           | Finalista       |
| --------------- | ------------ | ----------------------------------- | --------------- |
| 1954-1955 (1ª)  | Aarhus       | 4-0                                 | Aalborg Chang   |
| 1955-1956 (2ª)  | Frem         | 1-0                                 | AB              |
| 1956-1957 (3ª)  | Aarhus       | 2-0                                 | Esbjerg         |
| 1957-1958 (4ª)  | Vejle        | 3-2                                 | KB              |
| 1958-1959 (5ª)  | Vejle        | 1-1 (dts), 2-1                      | Aarhus          |
| 1959-1960 (6ª)  | Aarhus       | 2-0                                 | Frem Sakskøbing |
| 1960-1961 (7ª)  | Aarhus       | 2-0                                 | KB              |
| 1961-1962 (8ª)  | B 1909       | 1-0                                 | Esbjerg         |
| 1962-1963 (9ª)  | B 1913       | 2-1                                 | Køge BK         |
| 1963-1964 (10ª) | Esbjerg      | 2-1                                 | KFUM            |
| 1964-1965 (11ª) | Aarhus       | 1-0                                 | KB              |
| 1965-1966 (12ª) | Aalborg      | 3-1 (dts)                           | KB              |
| 1966-1967 (13ª) | Randers      | 1-0                                 | Aalborg         |
| 1967-1968 (14ª) | Randers      | 3-1                                 | Vejle           |
| 1968-1969 (15ª) | KB           | 3-0                                 | Frem            |
| 1969-1970 (16ª) | Aalborg      | 2-1                                 | Lyngby          |
| 1970-1971 (17ª) | B 1909       | 1-0                                 | Frem            |
| 1971-1972 (18ª) | Vejle        | 2-0                                 | Fremad Amager   |
| 1972-1973 (19ª) | Randers      | 2-0                                 | B 1901          |
| 1973-1974 (20ª) | Vanløse      | 5-2                                 | Odense          |
| 1974-1975 (21ª) | Vejle        | 1-0                                 | Holbæk          |
| 1975-1976 (22ª) | Esbjerg      | 2-1                                 | Holbæk          |
| 1976-1977 (23ª) | Vejle        | 2-1                                 | B 1909          |
| 1977-1978 (24ª) | Frem         | 1-1 (dts), 1-1 (dts), 1-1 (6-5 rig) | Esbjerg         |
| 1978-1979 (25ª) | B 1903       | 1-0                                 | Køge BK         |
| 1979-1980 (26ª) | Hvidovre     | 5-3                                 | Lyngby          |
| 1980-1981 (27ª) | Vejle        | 2-1                                 | Frem            |
| 1981-1982 (28ª) | B.93         | 3-3 (dts), 1-0                      | B 1903          |
| 1982-1983 (29ª) | Odense       | 3-0                                 | B 1901          |
| 1983-1984 (30ª) | Lyngby       | 2-1                                 | KB              |
| 1984-1985 (31ª) | Lyngby       | 3-2                                 | Esbjerg         |
| 1985-1986 (32ª) | B 1903       | 2-1                                 | Ikast FS        |
| 1986-1987 (33ª) | Aarhus       | 3-0                                 | Aalborg         |
| 1987-1988 (34ª) | Aarhus       | 2-1 (dts)                           | Brøndby         |
| 1988-1989 (35ª) | Brøndby      | 6-3 (dts)                           | Ikast FS        |
| 1989-1990 (36ª) | Lyngby       | 0-0 (dts), 6-1                      | Aarhus          |
| 1990-1991 (37ª) | Odense       | 0-0 (dts), 0-0 (dts) (4-3 rig.)     | Aalborg         |
| 1991-1992 (38ª) | Aarhus       | 3-0                                 | B 1903          |
| 1992-1993 (39ª) | Odense       | 2-0                                 | Aalborg         |
| 1993-1994 (40ª) | Brøndby      | 0-0 (dts) (4-3 rig.)                | Næstved         |
| 1994-1995 (41ª) | Copenaghen   | 5-0                                 | AB              |
| 1995-1996 (42ª) | Aarhus       | 2-0                                 | Brøndby         |
| 1996-1997 (43ª) | Copenaghen   | 2-0                                 | Ikast FS        |
| 1997-1998 (44ª) | Brøndby      | 4-1                                 | Copenaghen      |
| 1998-1999 (45ª) | AB           | 2-1                                 | Aalborg         |
| 1999-2000 (46ª) | Viborg       | 1-0                                 | Aalborg         |
| 2000-2001 (47ª) | Silkeborg    | 4-1                                 | AB              |
| 2001-2002 (48ª) | Odense       | 2-1                                 | Copenaghen      |
| 2002-2003 (49ª) | Brøndby      | 3-0                                 | Midtjylland     |
| 2003-2004 (50ª) | Copenaghen   | 1-0                                 | Aalborg         |
| 2004-2005 (51ª) | Brøndby      | 3-2 (dts)                           | Midtjylland     |
| 2005-2006 (52ª) | Randers      | 1-0                                 | Esbjerg         |
| 2006-2007 (53ª) | Odense       | 2-1                                 | Copenaghen      |
| 2007-2008 (54ª) | Brøndby      | 3-2                                 | Esbjerg         |
| 2008-2009 (55ª) | Copenaghen   | 1-0                                 | Aalborg         |
| 2009-2010 (56ª) | Nordsjælland | 2-0 (dts)                           | Midtjylland     |
| 2010-2011 (57ª) | Nordsjælland | 3-2                                 | Midtjylland     |
| 2011-2012 (58ª) | Copenaghen   | 1-0                                 | Horsens         |
| 2012-2013 (59ª) | Esbjerg      | 1-0                                 | Randers         |
| 2013-2014 (60ª) | Aalborg      | 4-2                                 | Copenaghen      |
| 2014-2015 (61ª) | Copenaghen   | 3-2 (dts)                           | Vestsjælland    |
| 2015-2016 (62ª) | Copenaghen   | 2-1                                 | Aarhus          |
| 2016-2017 (63ª) | Copenaghen   | 3-1                                 | Brøndby         |
| 2017-2018 (64ª) | Brøndby      | 3-1                                 | Silkeborg       |
| 2018-2019 (65ª) | Midtjylland  | 1-1 (4-3 dtr)                       | Brøndby         |
| 2019-2020 (66ª) | SønderjyskE  | 2-0                                 | Aalborg         |
| 2020-2021 (67ª) | Randers      | 4-0                                 | SønderjyskE     |
| 2021-2022 (68ª) | Midtjylland  | 0-0 (4-3 dtr)                       | Odense          |
| 2022-2023 (69ª) | Copenaghen   | 1-0                                 | Aalborg         |
| 2023-2024 (70ª) | Silkeborg    | 1-0                                 | Aarhus          |
| 2024-2025 (71ª) | Copenaghen   | 3-0                                 | Silkeborg       |

## Titoli per squadra
| Squadra      | Vittorie | Secondi posti | Anni vittorie                                              |
| ------------ | -------- | ------------- | ---------------------------------------------------------- |
| Copenaghen   | 10       | 4             | 1995, 1997, 2004, 2009, 2012, 2015, 2016, 2017, 2023, 2025 |
| Aarhus       | 9        | 4             | 1955, 1957, 1960, 1961, 1965, 1987, 1988, 1992, 1996       |
| Brøndby      | 7        | 4             | 1989, 1994, 1998, 2003, 2005, 2008, 2018                   |
| Vejle        | 6        | 1             | 1958, 1959, 1972, 1975, 1977, 1981                         |
| Odense       | 5        | 2             | 1983, 1991, 1993, 2002, 2007                               |
| Randers      | 5        | 1             | 1967, 1968, 1973, 2006, 2021                               |
| Aalborg      | 3        | 10            | 1966, 1970, 2014                                           |
| Esbjerg      | 3        | 6             | 1964, 1976, 2013                                           |
| Lyngby       | 3        | 2             | 1984, 1985, 1990                                           |
| Midtjylland  | 2        | 4             | 2019, 2022                                                 |
| Frem         | 2        | 3             | 1956, 1978                                                 |
| B 1903       | 2        | 2             | 1979, 1986                                                 |
| B 1909       | 2        | 1             | 1962, 1971                                                 |
| Silkeborg    | 2        | 1             | 2001, 2024                                                 |
| Nordsjælland | 2        | 0             | 2010, 2011                                                 |
| KB           | 1        | 5             | 1969                                                       |
| AB           | 1        | 3             | 1999                                                       |
| SønderjyskE  | 1        | 1             | 2020                                                       |
| B.93         | 1        | 0             | 1982                                                       |
| B 1913       | 1        | 0             | 1963                                                       |
| Hvidovre     | 1        | 0             | 1980                                                       |
| Vanløse      | 1        | 0             | 1974                                                       |
| Viborg       | 1        | 0             | 2000                                                       |